# I’m Alive (песня Эльхаиды Дани)
I’m Аlive — песня в исполнении албанской певицы Эльхаиды Дани, написанные косовскими албанцами, музыкальными продюсерами Zzap & Chriss, текст песни написал Сокол Марси, английскую версию — Линдита Халими, аранжирована Дарко Дмитровым. Песня представляла Албанию на Евровидении-2015, после ухода c конкурса «Diell», предыдущей выбранной песни для Албании. Песня и её музыкальное видео было выпущено 15 марта 2015 года. Албанская версия песни под названием «Nё jetë» была выпущена 2 мая 2015 года.

## Музыкальные клипы

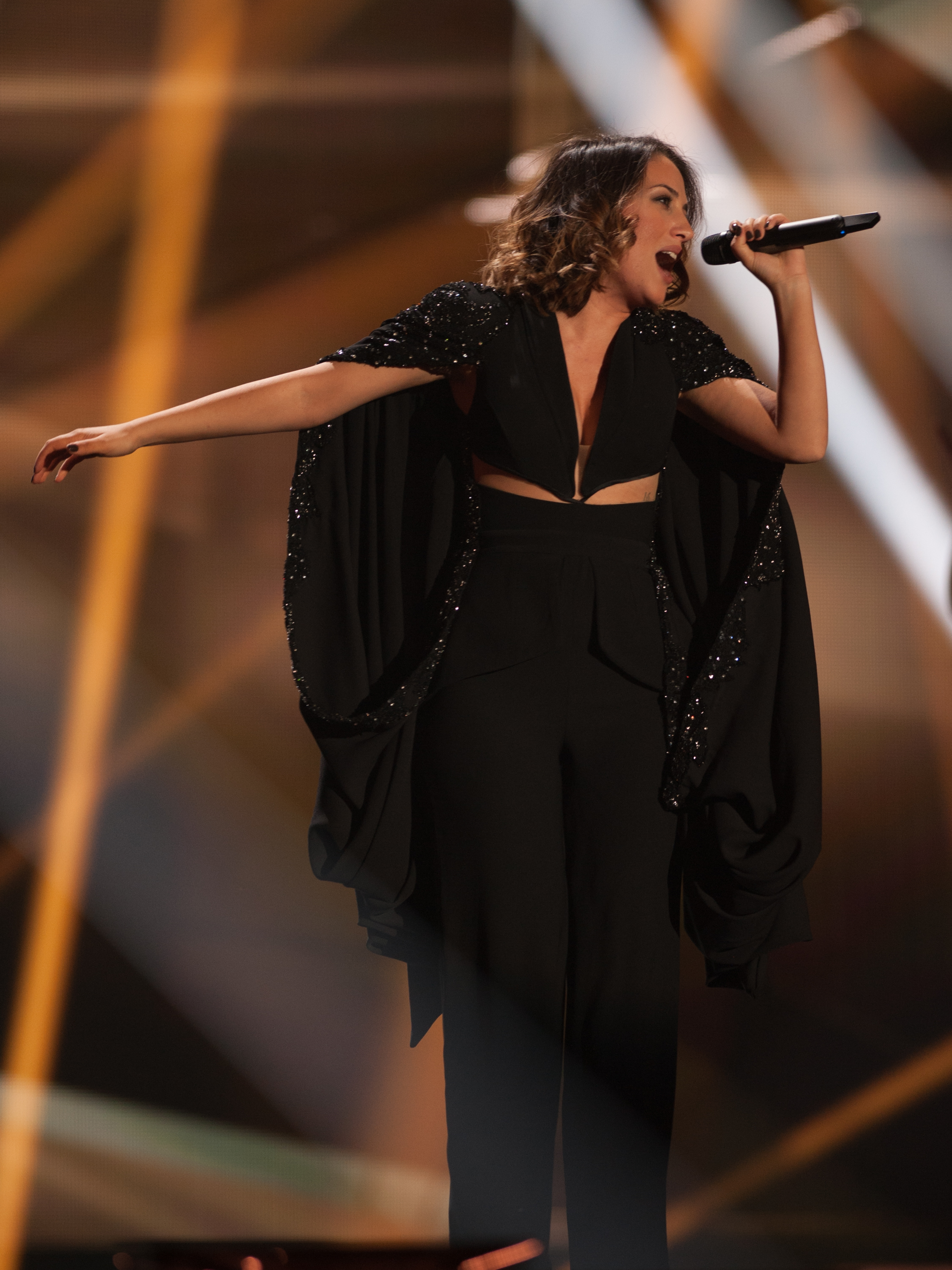
Эльхаида Дани исполняет песню на Евровидении-2015.

### I’m Alive
Песня была выпущена 15 марта 2015 года, в то же время и был представлен официальный видеоклип. Он был записан одновременно в Албании и Македонии. Видео фокусируется на образах «сильных женщин» в албанском обществе, в том числе и занимающимися в высшей степени «мужскими» профессиями. Кроме Эльхаиды Дани, он сосредоточен на журналисте, враче, студентке, сотруднике дорожной полиции, поваре, пожарной и стюардессе, где все герои — женщины. Вскоре после того, как она была опубликована, она имела свыше 1 миллиона просмотров на сайте YouTube и стал второй самой просматриваемой песня на официальном канале «Евровидения» на YouTube с 1,7 миллиона просмотров спустя всего месяц.

### Nё jetë
Видео «Nё jetë» было выпущено 2 мая 2015 года, когда оно было показано на Privé on Klan Kosova и новостях RTSH в 20:00. Он был выпущен одновременно на официальных каналах YouTube как «Евровидения», так и «Radio Televizioni Shqiptars». В албанской версии песни была та же музыка, как и в видео «I’m alive», но некоторые куски были записаны специально для албанской версии. Сцены с Дани были записаны снова, и был добавлен ряд новых албанских женщин в различных профессиях.

## Список композиций
Цифровая загрузка — сингл
1. I’m Alive- 3:06

## Чарты
| Чарт (2015)                     | Высшая позиция в чартах |
| ------------------------------- | ----------------------- |
| Албания (Albanian Music Charts) | 1                       |
| Исландия (Tonlist)              | 46                      |